# James Léa Siliki
James Edward Léa Siliki (* 12. Juni 1996 in Sarcelles) ist ein in Frankreich geborener kamerunischer Fußballspieler, der seit Februar 2025 beim  FC Buzău in Rumänien unter Vertrag steht.

## Karriere

### Verein
Léa Siliki ist kamerunischer Abstammung und begann mit dem Fußballspielen im Jahr 2002 beim lokalen Verein RC Gonesse, bevor er mit acht Jahren in die Jugend von Paris Saint-Germain wechselte. Mit 15 Jahren zog er in die Jugendabteilung von EA Guingamp weiter. In der Saison 2013/14 kam er auch zu drei Einsätzen in der Reservemannschaft der Guingampais. Im Sommer 2014 wechselte er zu Stade Rennes, wo er drei Jahre lang überwiegend in der B-Mannschaft spielte und insgesamt zu 51 Ligaeinsätzen kam, in denen er elf Tore erzielte. Am 5. Juni 2016 unterzeichnete er seinen ersten professionellen Vertrag bei Rennes. Sein Debüt in der ersten Mannschaft bestritt er am 28. Januar 2017 beim 1:1-Unentschieden gegen den FC Nantes, als er in der 78. Spielminute für Aldo Kalulu eingewechselt wurde. Am 17. Januar 2018 traf er beim 2:1-Auswärtssieg gegen OSC Lille erstmals für die erste Mannschaft. Am 27. April 2019 gewann er mit seinem Verein den Coupe de France 2018/19 mit einem Finalsieg gegen seinen ehemaligen Ausbildungsverein Paris Saint-Germain. Beim 8:7-Sieg nach Elfmeterschießen verwertete Léa Siliki seinen Versuch.
Im Juni 2021 wechselte Siliki auf Leihbasis für die Saison 2021/22 zum englischen Zweitligisten FC Middlesbrough. Nach Ende dieser Leihe wechselte er im Sommer 2022 ablösefrei zu GD Estoril Praia nach Portugal und war dort eine Spielzeit aktiv. Dann war er sechs Monate vereinslos, bevor ihn Gençlerbirliği Ankara aus der türkischen Süper Lig verpflichtete. Anschließend folgte ab dem Sommer 2024 erneut sieben Monate ohne Klub und seit dem 25. Februar 2025 spielt Léa Siliki für den rumänischen Erstliga-Aufsteiger FC Buzău.

### Nationalmannschaft
Im Jahr 2014 absolvierte James Léa Siliki drei Einsätze für die französische U-19-Nationalmannschaft. Der Sprung in die A-Mannschaft Frankreichs blieb ihm jedoch verwehrt und im Juni 2021 debütierte er beim 1:0-Sieg gegen Nigeria für die Auswahl Kameruns. Im Januar 2022 nahm er dann am Afrika-Cup im eigenen Land teil und erreichte dort den Dritten Platz, im kleinen Finale gewann man gegen Burkina Faso mit 5:3 nach Elfmeterschießen.

## Erfolge
- Französischer Pokalsieger: 2019